# 성한빈
성한빈(2001년 6월 13일~)은 대한민국의 가수이다. 엠넷의 리얼리티 경쟁 프로그램 BOYS PLANET에 출연하여 최종화에서 최종순위는 2위이고, 이를 통해 대한민국의 보이그룹 제로베이스원으로 데뷔해 팀의 리더가 되었다.

## 텔레비전 프로그램

### 예능 프로그램
- 2023년 M.net 보이즈 플래닛 경연자
- 2023년 ~ 현재 M.net 엠카운트다운 MC
- 《소년탐정 김지웅》 (2023) - 게스트
- 2025년 유튜브 집대성 (2025) - 게스트